# General Mamerto Natividad
General Mamerto Natividad est une localité de la province de Nueva Ecija, aux Philippines. En 2015, elle compte 41 656 habitants.